# Calliscelio mirabilis
Calliscelio mirabilis är en stekelart som beskrevs av Mikhail Vasilievich Kozlov och Kononova 1985. Calliscelio mirabilis ingår i släktet Calliscelio och familjen Scelionidae. Inga underarter finns listade.